# Parque Deportivo de Bogotá
El Parque Deportivo 222 o Parque deportivo de Bogotá es un sitio de eventos deportivos. En este lugar no sólo se realizan actos deportivos, sino también conciertos, festivales musicales, festivales de literatura, expediciones, festivales de pícnic y variedades de cosas lúdicas. 
Es uno de los parques urbanos más visitados de la ciudad de Bogotá, se encuentra ubicado en el nororiente de la capital colombiana, en la localidad de Usaquén. Se encuentra ubicado en la Autopista Norte con calle 222 y 224, con Carrera 22; aunque el parque deportivo se encuentra separado de la urbanidad de la ciudad, es uno de los puntos claves de conciertos de artista de talla nacional e internacional.

## Características y usos
El parque deportivo 222 tiene diferentes usos, más que sólo deportivos, es escenario de actividades como festivales y conciertos. Aunque el acceso a algunas canchas tiene costo. Cuenta con canchas de tenis, fútbol, golf, microfútbol, béisbol y baloncesto. También cuenta con una que otra pista de patinaje y un camino que traza un recorrido para montar en bicicleta.
Últimamente ha tenido usos para festivales, como el más reciente y conocido por los capitalinos, el Festival Estéreo Picnic que se realiza desde el año 2010, donde diferentes artistas nacionales e internacionales de varios géneros musicales, en especial, rock, pop, soul, y muchos más, se reúnen tres días para aclamar el género como lo mejor de la música. Personas asisten a este evento como si fuese un pícnic, llevan todo lo necesario como comida, bebidas, carpas, sombrillas, para ver a cada uno de los artistas. 
El día 8 de marzo, en su cuenta de Twitter, la cantante estadounidense de pop, Katy Perry confirmó que vendría con su gira The Prismatic World Tour a la ciudad de Bogotá, siendo Colombia el primer país confirmado de Sudamérica para su tercera Gira musical. También confirmó que el concierto se realizará en el Parque Deportivo 222, donde anualmente desde 2010, se realiza el Festival Estéreo Picnic en el mes de marzo. Asimismo, la banda británica Muse estuvo en octubre de 2015.

## Festivales y conciertos
| Año         | Artista                                       | Rol                              | Fecha            |
| ----------- | --------------------------------------------- | -------------------------------- | ---------------- |
| 2010 - 2018 | Festival Estéreo Picnic                       | Festival de pop, rock y soul     | 23 a 25 de marzo |
| 2015        | Manu Chao, Doctor Krápula y Consulado Popular | Tour La Ventura                  | 15 de marzo      |
| 2015        | Jamming festival                              | Concierto de la cultura one love | 7 de junio       |
| 2015        | System Of A Down y Patricio Stiglich Project  | Wake Up The Souls Tour           | 3 de octubre     |
| 2015        | Katy Perry, Tinashe y Durazno                 | The Prismatic World Tour         | 9 de octubre     |
| 2015        | Muse y Telebit                                | Drones World Tour                | 27 de octubre    |
| 2016        | Nickelodeon's Kids Choice Awards Colombia     | Nickelodeon's Kids Choice Awards | TBA              |

- Datos: Q25402157